# Paxillus leachii
Paxillus leachii es una especie de coleóptero de la familia Passalidae.

## Distribución geográfica
Habita en la Guayana Francesa, México, Colombia Brasil, Argentina y Panamá.